# Falando de Amor (álbum de Rayssa & Ravel)
Falando de Amor é uma coletânea da dupla sertaneja Rayssa & Ravel, lançada em abril de 2010 pela gravadora MK Music.
O disco soma canções românticas lançadas pelos músicos desde Melhores Momentos (1999) até Apaixonando Você Outra Vez (2009), produzidas por vários músicos, entre eles Melk Carvalhêdo, Wagner Carvalho e Ezequiel Matos. A canção "Feliz Aniversário", do álbum Amo Você Vol. 15, produzida por Emerson Pinheiro, também foi inclusa.

## Contexto
Desde 1998, Rayssa & Ravel trabalharam em várias canções românticas em álbuns lançados pela MK Music, incluindo dois álbuns completamente românticos, Apaixonando Você (2005) e Apaixonando Você Outra Vez (2009). Em 2010, a dupla não renovou contrato com a gravadora e assinou com o selo evangélico da Sony Music Brasil. Por isso, a direção da MK aproveitou os holofotes da imprensa em torno da assinatura de Rayssa & Ravel com a Sony e lançou a coletânea com canções da dupla.

## Faixas
1. "Pedido de Namoro"
2. "Canção do Meu Amado"
3. "Feliz Aniversário"
4. "Certeza de Amar"
5. "Amar, Amar"
6. "Te Amo"
7. "O Amor"
8. "Só pra Te Amar"
9. "Quem Trouxe Você"
10. "Meu Coração É Teu"
11. "Amar Você"
12. "No Teu Olhar"